# Hugo Oehmichen
Hugo Oehmichen (né le 10 mars 1843 à Borsdorf, mort en décembre 1932 à Düsseldorf) est un peintre allemand.

## Biographie
Oehmichen est le fils d'un propriétaire d'entreprise à Borsdorf. Il perd sa mère très jeune et la famille déménage juste après à Brockwitz près de Meissen. Enfant, il aurait montré un vif intérêt pour le théâtre de marionnettes et les compétences manuelles, et les visites à l'atelier de formation de son frère, serrurier d'art, lui donnent envie de devenir serrurier lui aussi. Il reçoit ses premières leçons de dessin alors que lui et son frère suivent des cours de dessin à l'école du dimanche. Le professeur de dessin Koehler lui propose bientôt des cours particuliers en raison de son talent évident.

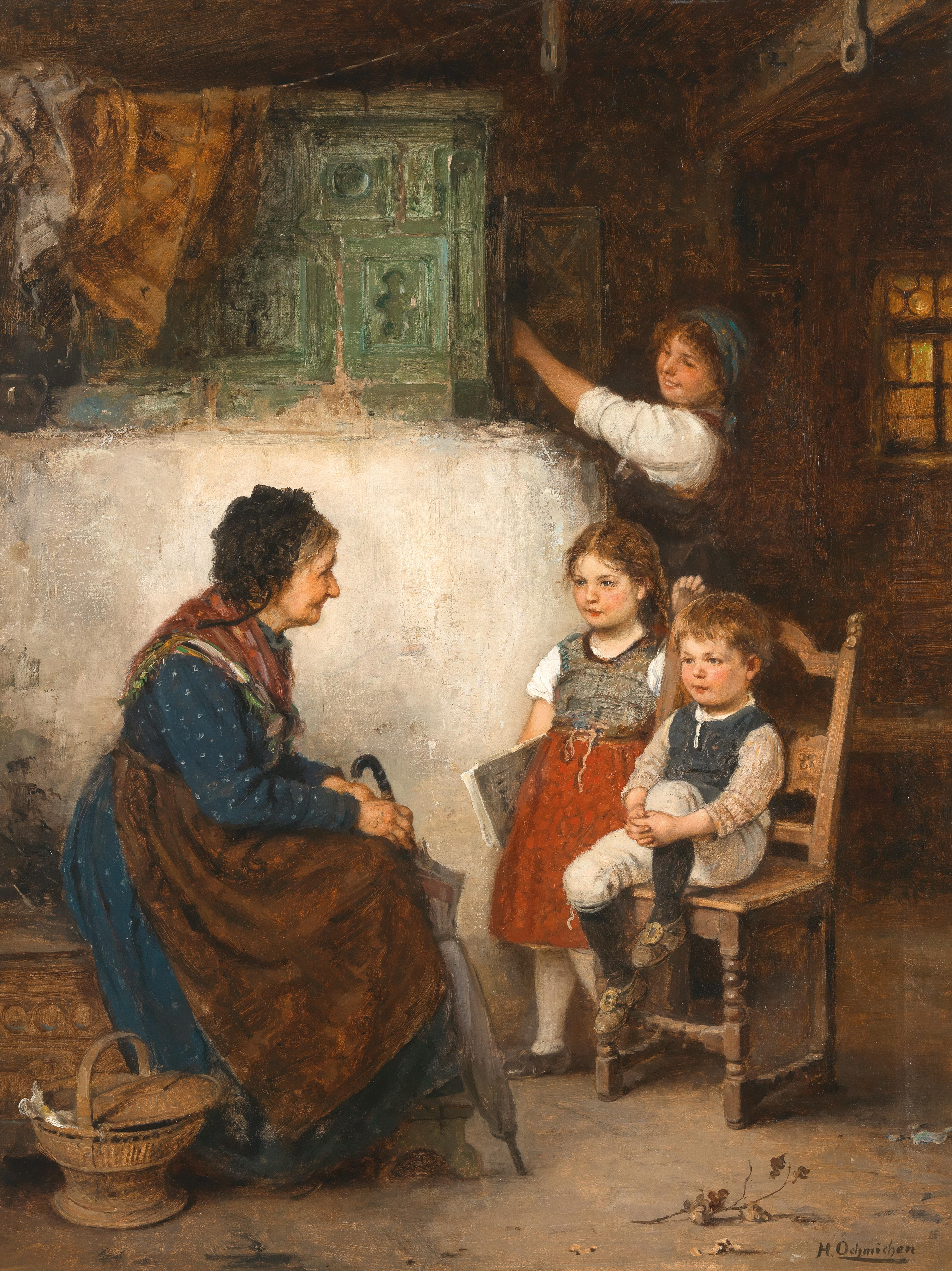
Les Contes de Grand-mère

Köhler recommande Oehmichen à l'école de dessin et de peinture de la Manufacture royale de Meissen de porcelaine de Saxe, dont le directeur Carl Scheinert fait vite en sorte que le talent de quatorze ans étudie à l'École supérieure des beaux-arts de Dresde. Oehmichen y étudie de 1857 à 1864, notamment auprès de Julius Hübner et Adolf Ehrhardt. En 1862, il remporte la petite médaille d'argent de l'académie, en 1864 la petite médaille d'or pour le tableau Bénédiction du grand-père, qui est acheté par le roi saxon. En 1866-1867, il fait un voyage à Rome, où il peint des motifs typiques de la campagne. En 1867, il retourne à Dresde. Son tableau La première fréquentation de l'église après la convalescence incite son professeur Julius Huebner à conseiller à Oehmichen de déménager à Düsseldorf, car là-bas la "peinture morale", pour laquelle Oehmichen semble particulièrement doué, est plus populaire qu'à Dresde. Oehmichen s'installe à Düsseldorf vers 1870 et découvre Ludwig Knaus et Benjamin Vautier entre autres. Sous l'influence de Vautier, il préfère peindre des tableaux de genre de la vie populaire. Son tableau Le message de la mort, créé au moment de la guerre franco-allemande de 1870 et représente l'annonce de la mort d'un soldat à sa femme, est reconnu par les critiques d'art et vendu en Angleterre, une deuxième version est à la Städtische Galerie Wiesbaden.
En 1871, il épousa sa cousine Emma Dietrich, fille d'un propriétaire terrien de Böhlitz. Un de ses enfants, Hans Oehmichen (mort en 1952), étudie les mines et devient directeur d'une mine. La vie de famille et le monde de ses enfants à la maison et à l'école offrent à Oehmichen une variété de motifs pour les peintures de genre. Il représente la vie rurale et des petites villes en Allemagne dans des peintures, pour lesquelles il cherche l'inspiration lors de ses voyages dans la Moselle, la Souabe, le Rhin supérieur, en Hesse et en Westphalie. Par exemple, son tableau Le paiement de l'impôt s'inspire d'une scène qu'il a lui-même vue à la mairie de Rheinfelden.
Oehmichen est membre de l'association d'artistes Malkasten à Düsseldorf.